# محوطه شاه نشین
محوطه شاه نشین مربوط به دوران‌های تاریخی پس از اسلام است و در شهرستان سقز، روستای کوچه طلا واقع شده و این اثر در تاریخ ۱۰ مهر ۱۳۸۰ با شمارهٔ ثبت ۴۰۲۱ به‌عنوان یکی از آثار ملی ایران به ثبت رسیده است.